# Кутепов, Алексей Митрофанович
Алексе́й Митрофа́нович Куте́пов (10 сентября 1929 года — 28 февраля 2004 года) — советский и российский учёный в области теоретических основ химической технологии, внёсший вклад в развитие теории гидромеханических, массообменных и тепловых процессов.

## Биография
Родился 10 сентября 1929 г. в посёлке Мирный (ныне Ефремовского района Тульской области) в крестьянской семье.
В 1948 г. он окончил Турдейскую среднюю школу Сафоновского района Тульской области. В том же году поступает в Московский институт химического машиностроения.
В 1953 года с отличием окончил МИХМ и стал ассистентом на кафедре «Химическое аппаратостроение».
С 1978 года являлся заведующим кафедрой «Процессы и аппараты химических технологий» МИХМ-МГУИЭ.
В 1987 г. А. М. Кутепова избрали членом-корреспондентом АН СССР, а в 1992 г. — действительным членом Российской академии наук. А в 1999 г. Президиумом РАН А. М. Кутепов был утверждён членом Научно-издательского совета РАН.
С 1994 по 2002 г. — директор-распорядитель Института химии растворов РАН им Г.А Крестова (г. Иваново).
С 2002 по 2004 г. — научный руководитель Института химии растворов РАН им Г.А Крестова, руководитель Ивановского отделения Высшего химического колледжа РАН.
Умер 28 февраля 2004 года в Москве. Похоронен на Троекуровском кладбище в Москве.

## Почётные звания
- звание «Почётный профессор Российского химико-технологического университета им. Д. И. Менделеева» (2001)[3]
- дважды лауреат Премии Правительства РФ в области науки и техники[1].